# 가가 겐이치
가가 겐이치(일본어: 加賀 健一, 1983년 9월 30일 ~ )는 일본의 축구 선수로 현재 J3리그의 블라우블리츠 아키타에서 수비수로 활약 중이다.

## 클럽 경력
2002년 J1리그의 주빌로 이와타에 입단하면서 커리어를 시작했다. 하지만 입단 이후 2004시즌까지 단 한경기도 출전하지 못했다.
2005 시즌을 앞두고 J2리그의 홋카이도 콘사돌레 삿포로로 임대 이적했다. 2005년 3월 5일 열린 방포레 고후와의 경기에서 프로 데뷔전을 치렀다. 삿포로 임대 기간 동안 팀의 주전 선수로 활약했으며 2005 시즌 32경기에 출전했다. 2006 시즌에도 삿포로에 잔류했다. 2006년 4월 15일에 열린 쇼난 벨마레와의 경기에서 프로 데뷔골을 기록했다. 2006 시즌 총 49경기에 출전해 5골을 넣었다.
2007 시즌을 앞두고 주빌로 이와타로 복귀했다. 2007년 3월 4일 열린 가시와 레이솔과의 경기에서 주빌로 복귀 이후 첫 골을 터뜨렸다. 주빌로 복귀 이후 주빌로의 주전 수비수로 발돋움했다. 2011년 8월 7일에 열린 나고야 그램퍼스와의 경기에서 J1리그 통산 100경기 출전을 달성했다.
2012 시즌을 앞두고 FC 도쿄로 이적했다.
2015 시즌을 앞두고 우라와 레드 다이아몬즈에 입단했다. 하지만 우라와에서 가가는 주전으로 중용받지 못했으며 두 시즌 동안 8경기 출전에 그쳤다.
2017 시즌을 앞두고 J2리그의 몬테디오 야마가타로 이적했다. 2017년 J2리그 24라운드 쇼난 벨마레와의 경기에서 득점을 기록하면서 몬테디오 입단 이후 첫 골을 넣었다. 가가가 리그에서 골을 넣은 것은 6년만의 일이었다.
2020 시즌을 앞두고 J3리그의 블라우블리츠 아키타로 이적했다. 2020 시즌에는 리그 11경기 출전을 기록했다.

## 수상

### 팀

#### 주빌로 이와타
- J1리그 우승: 2002
- 후지 제록스컵 우승: 2003, 2004
- 천황배 우승: 2003
- J리그컵 우승: 2010
- J리그컵 / 코파 수다메리카나 챔피언십 우승: 2011
- J3리그 우승: 2020

#### 우라와 레드 다이아몬즈
- J리그컵 우승: 2016